# Lavercantière
Lavercantière ist eine französische Gemeinde mit 244 Einwohnern (Stand 1. Januar 2022) im Département Lot in der Region Okzitanien. Sie gehört zum Arrondissement Gourdon und zum Kanton Gourdon.
Nachbargemeinden sind Rampoux im Nordwesten, Dégagnac im Norden, Peyrilles im Osten, Thédirac im Süden und Gindou im Westen. 

## Bevölkerungsentwicklung
| Jahr      | 1962 | 1968 | 1975 | 1982 | 1990 | 1999 | 2008 | 2018 |
| --------- | ---- | ---- | ---- | ---- | ---- | ---- | ---- | ---- |
| Einwohner | 209  | 177  | 160  | 145  | 152  | 183  | 253  | 248  |